# Henrik Nicander
Henrik Nicander, född 18 april 1744 i Binklinge, Vrena socken (Södermanland), död 11 februari 1815 i Stockholm, var en svensk astronom och statistiker.

## Biografi
Henrik Nicander var son till skattebonden Per Persson i Farneby, Vrena socken; hans bror John Nicander var konrektor vid trivialskolan i Strängnäs och far till författaren Karl August Nicander. Henrik Nicander gick först Nyköpings trivialskola och därefter Strängnäs gymnasium. Han blev student vid Uppsala universitet 1763, och försörjde sig under tiden som informator.
Nicander blev filosofie magister 1767 och docent i astronomi 1770. Han kallades 1776 till biträdande sekreterare vid Vetenskapsakademien, blev ordinarie sekreterare och astronom 1784 samt erhöll för sin vacklande hälsa avsked från dessa befattningar 1803 och fick 1814 kansliråds titel. Han var även var ledamot av Vetenskapsakademien (1776), Musikaliska akademien (1783), Vetenskapssocieteten i Uppsala (1786) och Lantbruksakademien (1813).
På grund av sitt ämbete redigerade Nicander alla 1785–1803 av Vetenskapsakademien utgivna almanackor och kalendrar samt författade flera i dem införda uppsatser. Vidare utgav han åtskilliga avhandlingar eller uppsatser i meteorologi, praktisk astronomi och mekanik, de flesta införda i Vetenskapsakademiens Handlingar, samt författade flera åminnelsetal över nämnda akademis ledamöter.
Från 1790 ända till sin död sekreterare i Tabellkommissionen, nedlade han mycket arbete på förbättrande av tabellverket och sökte särskilt avlägsna de felaktigheter, som uppkommit genom ett mindre lämpligt sätt för primäruppgifternas insamlande. Resultatet av hans arbete finnes till en del nedlagt i skriften Om tabellvärkets tillstånd ifrån 1775 till 1795 (1802; avtryck av uppsatser i Vetenskapsakademiens Handlingar).